# Yazid II.

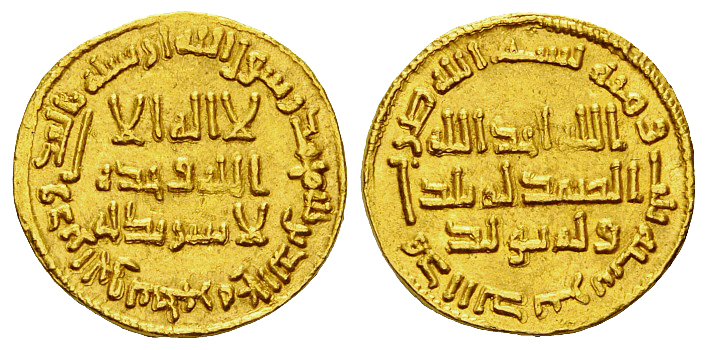
Gold-Dinar des Kalifen Yazid II. geprägt im Jahr AD 722 (103 AH) in Damaskus. Gewicht 4,3 g / Durchmesser: 20 mm

Yazid II., arabisch يزيد بن عبد الملك, DMG Yazīd ibn ʿAbd al-Malik, (* 687; † 26. Januar 724) war der neunte Kalif der Umayyaden (720–724).
Der erfolgreiche Kalif Abd al-Malik (685–705) hatte insgesamt 16 Söhne, wobei vier ihm als Kalifen nachfolgten. Yazid war einer von ihnen und trat 720 gemäß der testamentarischen Vereinbarung seines Bruders dem Kalifen Sulaimān (715–717) die Nachfolge seines Cousins dem Kalifen Umar Ibn Abd al-Aziz (717–720) an. 
Er wird von vielen Historikern als sehr schwacher Herrscher beschrieben, der die Regierung des Kalifats weitgehend den Statthaltern in den Provinzen überließ.

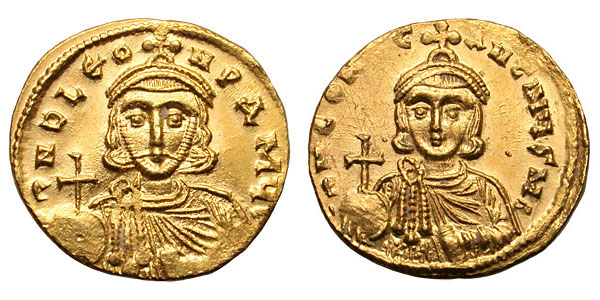
Der byzantinische Kaiser Leo III. (links)

Aufgrund der Vernichtung der arabischen Flotte durch den byzantinischen Kaiser Leo III. im Rahmen der Belagerung von Konstantinopel (717–718) war die arabische Expansion im Mittelmeer zum Erliegen gekommen. Dennoch stand das byzantinische Kleinasien auch nach der Abwehr der Araber 718 weiterhin stark unter Druck. Wiederholt kam es unter Yazid II. zu Raubzügen arabischer Truppen Richtung Kleinasien, die weite Landstriche plünderten, sich aber jeweils zum Winter hin wieder zurückzogen. 
Unter Yazid II. kam es auch im Kaukasus 722 erneut zu Kämpfen mit dem jüdischen Chasaren-Reich. Auch wenn arabische Truppen bis in die Steppengebiete nördlich des Kaukasus vorstießen, kam es zwischen den beiden Parteien zu keiner Entscheidung. Dieser Krieg sollte noch bis 737 die Truppen der Umayyaden an der Kaukasusgrenze binden.
Yazid II. starb im Alter von 33 bis 40 Jahren am 26. Januar 724. Zu seinen Nachfolgern hatte er zunächst seinen Bruder Hischam (724–743) und danach seinen Sohn Al-Walid II. (743–744) bestimmt.
Zu seinen Konkubinen gehörte Sallamah.